# لويس رئيل

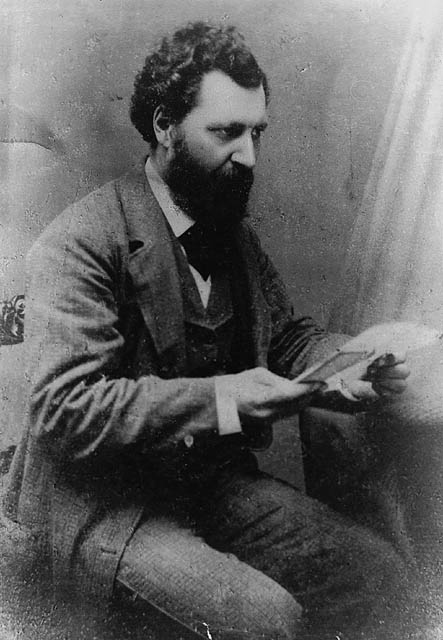
لوي رئيل حوالي 1875

لوي رئيل (بالفرنسية: Louis Riel)‏ ( 1844- 1885) ثائر كندي، قاد (1869- 1870) ثوار مستعمرات رد ريفر، وترأس الحكومة المؤقتة التي أنشؤوها. وسبب الثورة خوف أتباعه على حقهم في الأرض، من انتقال أراضي شركة خليج هدسن إلى كندا، وانتهت الثورة دون إراقة دماء. ووقعت ثورة رئيل 1884 وهو يقود جماعة من سكان ساسكتشوان يعملون للحصول على حجج ملكية الأرض، فقبض عليه وحوكم بتهمة الخيانة العظمى، وشنق.

## روابط خارجية
- لويس رئيل على موقع الموسوعة البريطانية (الإنجليزية)